# Laggan (Fluss)
Der Laggan ist ein Fluss auf der schottischen Hebrideninsel Islay. Administrativ gehört er damit zur Council Area Argyll and Bute beziehungsweise zu der traditionellen Grafschaft Argyll.

## Beschreibung
Der Laggan entspringt an den Hängen des 429 m hohen Sgorr nam Faoileann im Osten der Insel. Von dort aus schlängelt er sich in südwestlicher Richtung. Er mündet etwa 5,5 km südsüdwestlich der Inselhauptstadt Bowmore in die Bucht Laggan Bay, einer Nebenbucht von Loch Indaal. Die Gesamtlänge des Laggan beträgt 22,96 Kilometer.
Entlang des Laggan befinden sich keine größeren Siedlungen. Im Mündungsbereich wurden jedoch Überreste einer befestigten historischen Siedlung gefunden. Nahebei befand sich einst eine dem Heiligen Columban geweihte Kirche. Angeschlossen war ein Friedhof, auf dem Cross Slabs und Grabsteine aus dem 9.–16. Jahrhundert gefunden wurden.